# Michelle Jenneke
Michelle Jenneke, född 23 juni 1993, är en australisk friidrottare. Hon deltog vid olympiska sommarspelen 2016.